# Schelda Occidentale

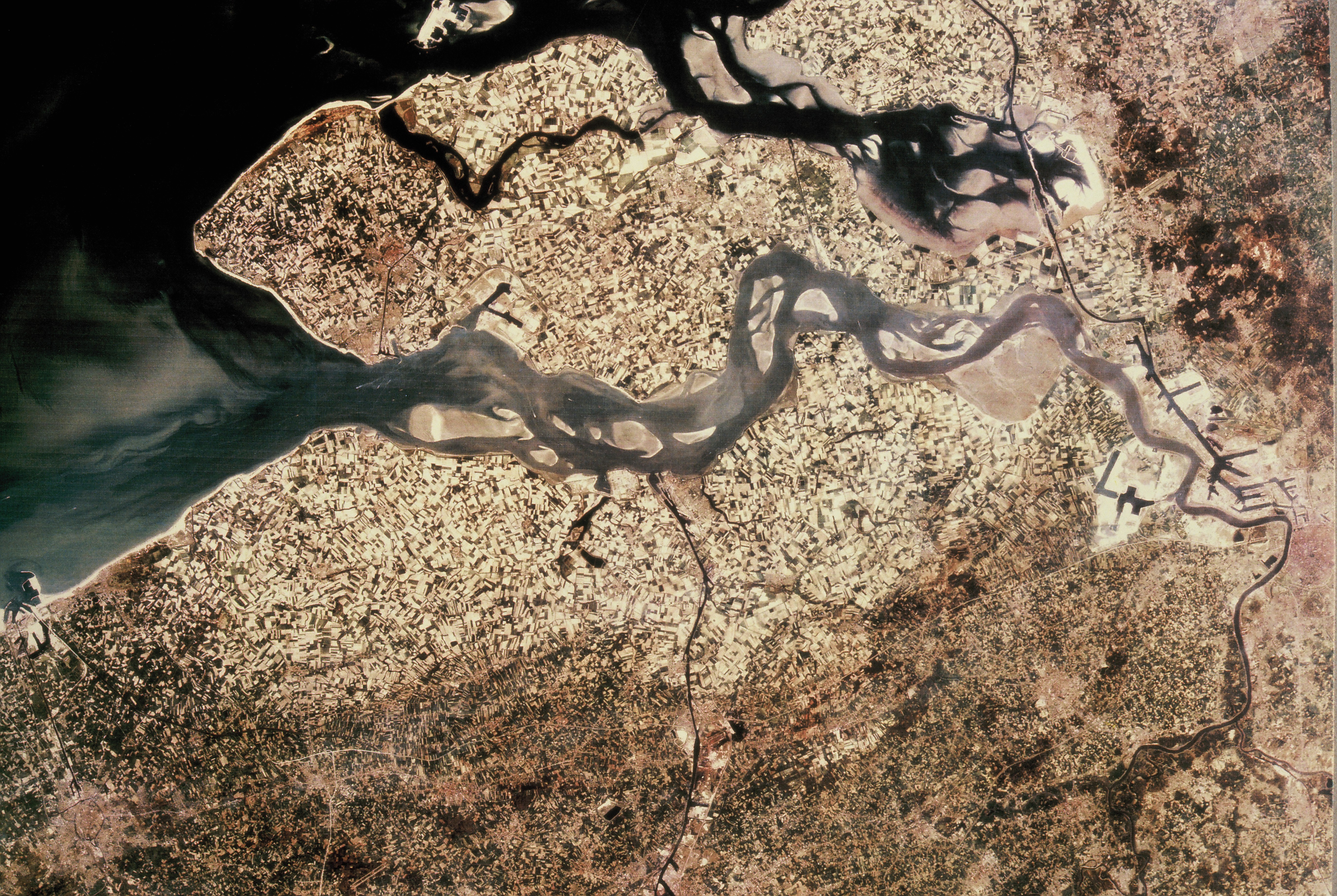
Immagine satellitare della Schelda occidentale

La Schelda Occidentale (in lingua olandese: Westerschelde) costituisce un tratto dell'estuario sul Mare del Nord del fiume Schelda ed è situata nel sud-ovest dei Paesi Bassi e, più precisamente, nella provincia della Zelanda.  È l'unica parte dell'estuario a delta della Schelda che ha ancora uno sbocco diretto sul mare.

## Geografia

### Collocazione
Sulla Schelda Orientale si affacciano le coste delle Fiandre zelandesi, a sud, e di Walcheren e Zuid-Beveland, a nord.

### Località che si affacciano sulla Schelda occidentale
- Breskens[2]
- Ellewoutsdijk[2]
- Flessinga[2]
- Kruiningen[2][3]
- Perkpolder[3]
- Terneuzen[2]

### Dimensioni
La Schelda Occidentale è un braccio della Schelda della lunghezza di circa 88 km.

## Trasporti

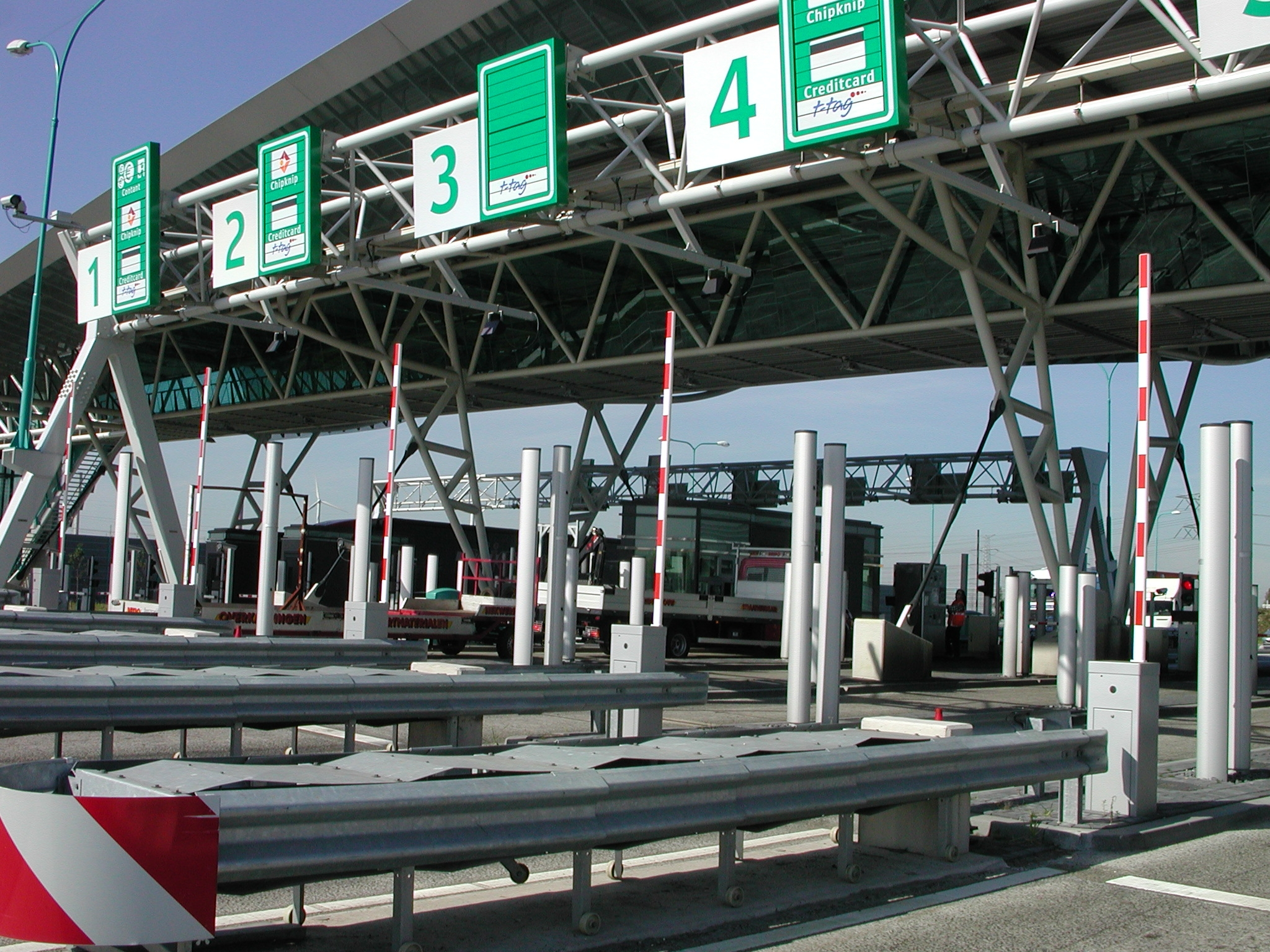
L'ingresso al tunnel della Schelda occidentale

La costa meridionale che si affaccia sulla Schelda Occidentale è collegata a quella settentrionale da un traghetto che collega Breskens, nelle Fiandre zelandesi, a Flessinga, nella penisola di Walcheren.
Un altro collegamento tra i due tratti di costa è rappresentato dal Westerschelde-tunnel ("tunnel della Schelda Occidentale"), un tunnel di 6,6 km realizzato nel 2003, che collega Terneuzen, nella Fiandre zelandesi, ad Ellewoutsdijk, nel Zuid-Beveland. Prima della costruzione del tunnel, funzionava un servizio di traghetto che metteva in collegamento le località di Kruiningen, nel Zuid-Beveland, e Perkpolder, nelle Fiandre zelandesi.